# قصر انطاع
قصر انطاع أو قصر الملك عبد العزيز هو قصرٌ تاريخيٌّ يقع في مركز نطاع على بعد 30 كيلو مترًا من محافظة النعيرية بالمنطقة الشرقية، يتمركز في منطقة تاريخية عريقة عُرفت منذ العصر الجاهلي وذكرها امرؤ القيس، أمر الملك عبد العزيز ببناء القصر وقد اكتمل بناؤه في عام 1349هـ ليكون مركزًا للإمارة في النعيرية وقد تم بناؤه من الطين واستغرق بناء القصر 7 أشهر، ويضم القصر سكنًا متكاملًا لرئيس المركز، وغرفًا خاصة، ومسجدًا، وبئرًا، ومجلسًا عامًا. ويعد من المعالم التاريخية التي ظلت شاهدة على توحيد المملكة العربية السعودية وقد أصبح يرتاده المهتمون بالآثار، ويتوجه إليه عديد من طلاب وطالبات الكليات والجامعات لإجراء البحوث.

## التصميم المعماري
يُمثل القصر شكلًا خماسيًا يتكون من 12 قسمًا ما بين سكني وخدمي. صممت أبراجه الأربعة بأشكال مختلفة. يحتوي القسم السكني على 17 غرفة بالإضافة إلى القسم الإداري الذي كان مقرًا للإمارة ويتوسط القصر مسجدًا. تم تعيين 50 رجلًا لحماية القصر وخصص له أمير لإدارة شؤون البلدة وما جاورها.